# Xenoceratops
Xenoceratops foremostensis
Genre
Espèce
Xenoceratops est un genre éteint, représenté par une seule espèce, de dinosaures de l’ordre des ornithischiens cératopsidés. Il vivait au Crétacé supérieur, il y a environ 78 millions d’années, dans ce qui est actuellement l’Amérique du Nord. Xenoceratops vient des mots grecs xenos, signifiant « étranger », et ceratops, signifiant « visage cornu ».

## Découverte
En 1958, Wann Langston, Jr. découvre des fragments de squelettes en provenance de la formation de Foremost (en) près de Foremost, au Canada. Par la suite, Langston expose les fragments au Musée canadien de la nature à Ottawa. Aux environs de 2003, David C. Evans et Michael J. Ryan tentent d'en savoir plus sur ce spécimen et mènent leurs recherches en 2009. Ils comprennent que ces fragments appartiennent à un genre encore inconnu. Celui-ci est décrit en 2012 par Ryan, Evans et Kieran M. Shepherd.